# Геснер, Саломон (теолог)
Саломон Геснер (нем. Salomon Gesner, Gessner, Geßner), 8 ноября 1559 в Бунзлау в Силезии (теперь Болеславец) — † 7 февраля 1605 в Виттенберге) — немецкий христианский богослов периода Реформации, сторонник лютеранства, философ, ректор Виттенбергского университета.

## Биография
Родился в семье субдиакона Пауля Геснера, одного из первых учеников Мартина Лютера. Обучался в силезской Опаве, Бунзлау и Бреслау.
В 1583 стал магистром философии в университете Страсбурга.
В 1593 — был профессором теологии в Виттенбергском университете, позже стал деканом, а затем ректором этого университета.
Является автором ряда богословских трудов.

## Избранные труды
- De psalmorum dignitate. Wittenberg 1593
- Aegidius Hunnius, Salomon Gesner, und Polycarpus Leyser. Controversiae inter Theologos Wittenbergenses de Regeneratione et Electione Dilucida Explicatio, Frankfurt 1594. 4to.
- Meditationem generalem psalteri, Wittenberg 1597
- Passio Christi, Wittenberg 1600
- De Conciliis libri quattuor, Wittenberg 1600
- Treuhertzige Christliche Warnung für die Stände, Stedte und Gemeinen in Schlesien, das sie sich für Calvinischem und Sacramentirischen Irthumben hütten und vorsehen wollen, Wittenberg 1601
- Gründliche Widerlegung der Calvinischen Apologiae Martini Molleri, des vornehmsten Predigers zu Görlitz, Wittenberg 1602
- Compendium doctrina coelestis, 1606 (посмертно)
- Commentarius in Davidis psalmos, 1606 (посмертно)